# Новоселич, Крист
Крист (Крис) Энтони Новоселич (англ. Krist (Chris) Anthony Novoselic; род. 16 мая 1965, Комптон, Калифорния, США) — американский музыкант, бывший бас-гитарист группы Nirvana.

## Биография

### Ранние годы
Родился 16 мая 1965 года в Комптоне, Калифорния. Его родители, эмигранты из Хорватии, постоянно путешествовали по США. Во время этих постоянных переездов и родился Крист, а затем и его сестра, Дайена.
В 1979 году семья Криста переезжает в Абердин. В Абердине Крист, по его словам, впал в депрессию, причиной которой послужил высокий (196 см) рост Криста и его неуклюжесть. Он увлекается такими группами, как Led Zeppelin, Devo, Black Sabbath, Aerosmith.
В июне 1980 года родители отправляют Криста продолжить учёбу в Хорватию, тогда союзную республику в социалистической Югославии. Там ему становится легче и он впервые открывает для себя такие группы, как Sex Pistols и Ramones. Через год Криста забирают обратно в США, где он начинает курить «траву» и пить. Финансовое положение семьи улучшилось, и матери даже удалось открыть свой салон «Maria’s Hair Design».
В отличие от Курта, который был гиперактивным, Крист был застенчивым и спокойным. Но так же, как и Курт, слушал ту же музыку, прилично играл на гитаре и покуривал марихуану. Именно поэтому, когда в 1985 году Курт и Крист встретились, между ними возникла крепкая дружба. Они оставались близкими друзьями до самой смерти Курта в апреле 1994 года.

### Nirvana
В 1987 году ребята организовали собственную команду — Nirvana, состав которой (исключая их самих) постоянно менялся.
Состав группы стал стабильным с приходом барабанщика Дэйва Грола. Через два года Nirvana подписывает контракт с небольшой сиэтлской звукозаписывающей фирмой Sub Pop и в ноябре 1988 года выпускает свой первый сингл «Love Buzz» — кавер-версию песни знаменитой голландской группы Shocking Blue. Именно Новоселич и предложил группе сыграть её. «Love Buzz» стал также первым номером в знаменитой маркетинговой компании Sub Pop, получившей название «Sup Pop Singles Club». Организаторы клуба собирали авансом с подписчиков деньги, а потом ежемесячно рассылали им виниловые «сорокапятки». Такой подход позволил Sub Pop накопить достаточную сумму, на которую фирма оплатила визит в Сиэтл известного журналиста популярной британской музыкальной газеты «New Musical Express». Эверетт Тру, вернувшись в Англию, дал высокую оценку местным командам, в числе которых назывались Mudhoney, Tad, Soundgarden и Nirvana.

### Другие проекты
Через три года после смерти Курта Кобейна Крист выпустил сольный альбом «Sweet 75» (1997 год), в котором очень заметно влияние латиноамериканской музыки. В 2002 году он создает группу Eyes Adrift, которая в 2002 году выпустила одноимённый альбом. Группа играла смесь панка, гранжа и кантри. Коллектив распался в 2003 году после провала их дебютного альбома. Кирквуд и Гауд вместе организовали группу «Volcano».
В декабре 2010 года впервые за много лет бывшие участники Nirvana собрались вместе, чтобы выступить на концерте. Кроме Криста, в выступлении участвовали Дэйв Грол и Пэт Смир. Кроме того, Крист принял участие в записи альбома «Wasting Light» группы Дэйва Грола Foo Fighters. В песне «I Should Have Known» он сыграл на бас-гитаре и аккордеоне.
12 декабря 2012 года, Грол, Новоселич и Смир присоединились к Полу Маккартни на концерте в пользу пострадавших от урагана Сэнди, для дебютного исполнения песни написанной четвёркой «Cut Me Some Slack». Студийная запись песни была выпущена на саундтреке к документальному фильму Грола о студии Sound City.

### Sweet 75
В составе Sweet 75 числились Крист Новоселич (гитара), Ива Лас Вегас (бас, вокал) и Уильям Рифлин (перкуссия, пианино). Единственный альбом группы, названный одноимённо с названием команды «Sweet 75», был выпущен на DGC Records и представлял собой некий музыкальный гибрид: смешанный в равных частях рок, признак работы Новоселича с Nirvana и латиноамериканский блюз Лас Вегас, который она играла на улицах Сиэтла. «Люди, которые приходили на наши концерты, были главным образом фанатами Nirvana. Я долгое время играл для публики, которая знала каждое слово в наших песнях. Играть для людей, которые абсолютно не знают, что можно ожидать, и наблюдать их реакцию — это действительно очень интересно», — говорил Крист. Лас Вегас покинула свой родной город Каракас в Венесуэле в 1979 вместе со своей семьёй, чтобы навестить брата, который жил в Сиэтле. Пришедшая в восторг от США, она поехала из Сиэтла учиться в школу-интернат в штат Теннесси (из которой она была впоследствии выгнана). В конечном счёте она закончила учиться в средней школе в Сан-Педро, недалеко от Long Beach, Калифорния, в которой также учился и Крист (их дороги, как видите, уже пересекались). В 1983 Ива наконец переехала обратно в Сиэтл, где она стала играть свою музыку на улицах. В отличие от Лас Вегас, которая считала Sweet 75 рок-группой, Крист сразу же сказал, что эта группа никогда не будет рок-группой. «Да у нас есть несколько рок-песен: „La Vida“, „Dogs“, но и у нас записана известная венесуэльская народная песня „Cantos Pilon“. Какая же это рок-группа?» Когда Новоселич и Лас Вегас работали вместе, Крист исключительно играл на акустической двенадцатиструнной гитаре. Но послушав альбом «The Sporting Life», сотрудничество Диаманды Галас с бывшим басистом Led Zeppelin Джоном Пол Джонсом, Крист решил купить себе 12-струнную электрогитару: «Я послушал эту запись и тут же подумал, почему я играю на акустической гитаре? Я хочу играть рок!» Именно такая гитара стала краеугольным камнем звука Sweet 75. Кроме того, годы Новоселича как басиста обеспечили его новый взгляд игры как гитариста.

## Общественная деятельность
Кроме того, Новоселич стал политическим активистом, основав комитет JAMPAC для защиты прав музыкантов. В 2004 году он выпустил книгу под названием «Of Grunge and Government: Let’s Fix This Broken Democracy», в которой он пишет о своём музыкальном прошлом и политическом настоящем. Во время президентской кампании 2004 Грол и Новоселич вместе появляются на сцене во время концерта в поддержку кандидата от демократов Джона Керри.
На протяжении уже довольно долгого времени Крист является общественным деятелем, ратующим за права животных (он убеждённый вегетарианец), самоорганизацию в низовые инициативы и электоральную реформу в США.